# Mada (langue du Cameroun)
Pour les articles homonymes, voir Mada (homonymie).
Ne doit pas être confondu avec Mada (langue du Nigeria).
Le mada est une langue tchadique biu-mandara parlée au nord du Cameroun par les populations mada.

## Utilisation
Cette langue est parlée par des gens de tous âges dans tous les domaines, qui représentent plus de 17 000 personnes en 1982, vivant principalement dans l'Extrême-Nord du Cameroun, dans le département du Mayo-Sava et l'arrondissement de Tokombéré, sur les contreforts des monts Mandara et la plaine voisine.
Certains de ses locuteurs parlent également l'ouldémé, le mouktélé et éventuellement le zulgo. Elle est utilisée comme langue seconde par les locuteurs de l'ouldémé et du mouktélé.

## Alphabet
Le mada est écrit avec une version modifiée de l'alphabet latin.
| Lettres       | a   | b    | ɓ            | c          | d    | dz         | ɗ   | e             | ə   | f   | g   | gw   | h   | hw   | i   | k   | kw   | l   | m   | mb       |     |
| Prononciation | [a] | [b]  | [ɓ]          | [ts], [tʃ] | [d]  | [dz], [dʒ] | [ɗ] | [ɪ], [e], [ɛ] | [ə] | [f] | [ɡ] | [gʷ] | [h] | [hʷ] | [i] | [k] | [kʷ] | [l] | [m] | [mb]     |     |
| Lettres       | n   | nd   | ndz          | ŋ          | ŋg   | ŋgw        | o   | œ             | p   | r   | s   | sh   | sl  | t    | u   | ʉ   | v    | w   | y   | z        | zl  |
| Prononciation | [n] | [nd] | [ndz], [ndʒ] | [ŋ]        | [ⁿɡ] | [ⁿgʷ]      | [o] | [œ]           | [p] | [r] | [s] | [ʃ]  | [ɬ] | [t]  | [u] | [y] | [v]  | [w] | [y] | [z], [ʒ] | [ɮ] |

Les tons lexicaux ne sont pas indiqués mais les tons grammaticaux sont indiqués à l’aide d’accent sur certaines voyelles pour distinguer l’aspect accompli de l’inaccompli et du futur (modalité irréalis) : l’accent aigu pour l’aspect inaccompli et l’accent grave pour le du futur.